# Holding
Holding je trgovačko društvo kojem je cilj upravljanje drugim trgovačkim društvima, što se ostvaruje statusnopravnom povezanošću; npr. tako da jedno društvo (društvo majka) drži većinu udjela u drugim društvima (društvima kćerima), pa mu to omogućuje da odlučujuće utječe na upravljanje tim društvima.

## Primjeri većih holding društava u Hrvatskoj
- Zagrebački holding[2]

- Agrokor je po završetku restrukturiranja 2018. godine u vlasništvu složene strukture holding društava.[3]